# Partyzantka radziecka w Polsce

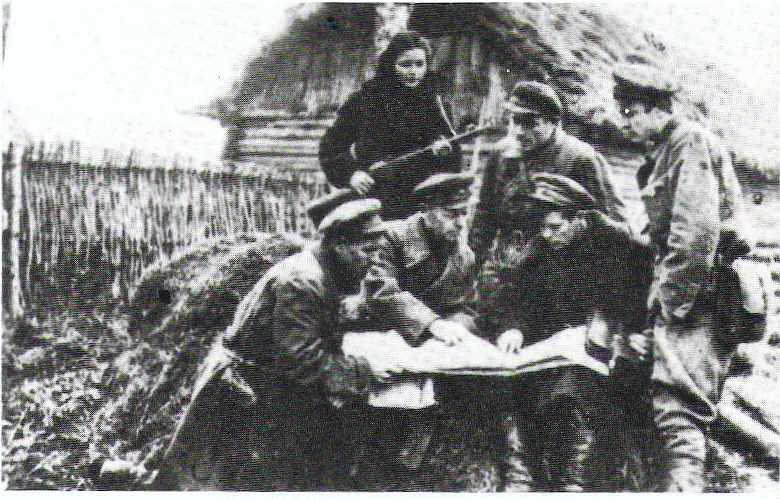
Radzieccy partyzanci przygotowują się do akcji

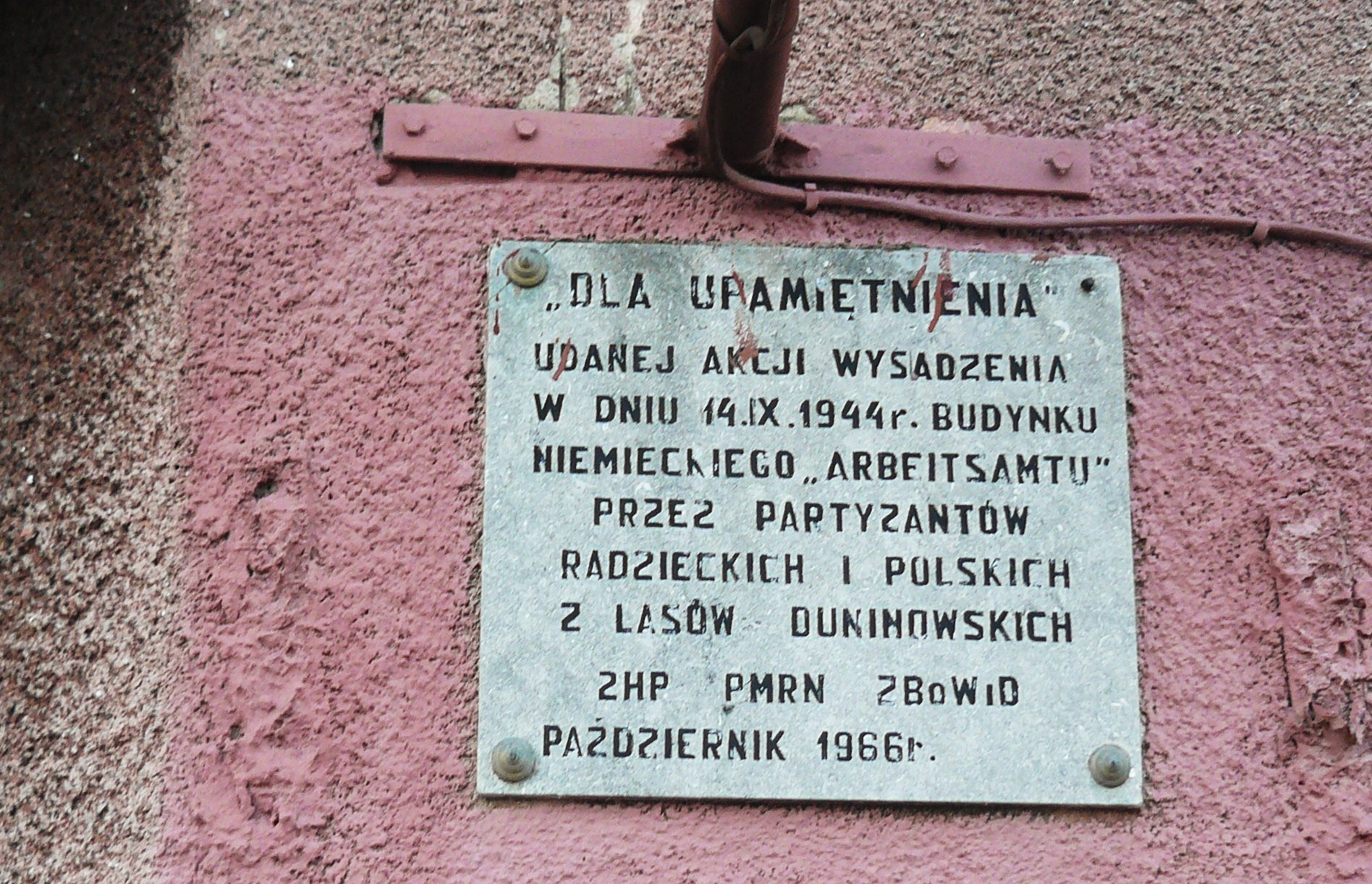
Tablica upamiętniająca wysadzenie budynku Arbeitsamtu w Gostyninie, przez polskich i radzieckich partyzantów

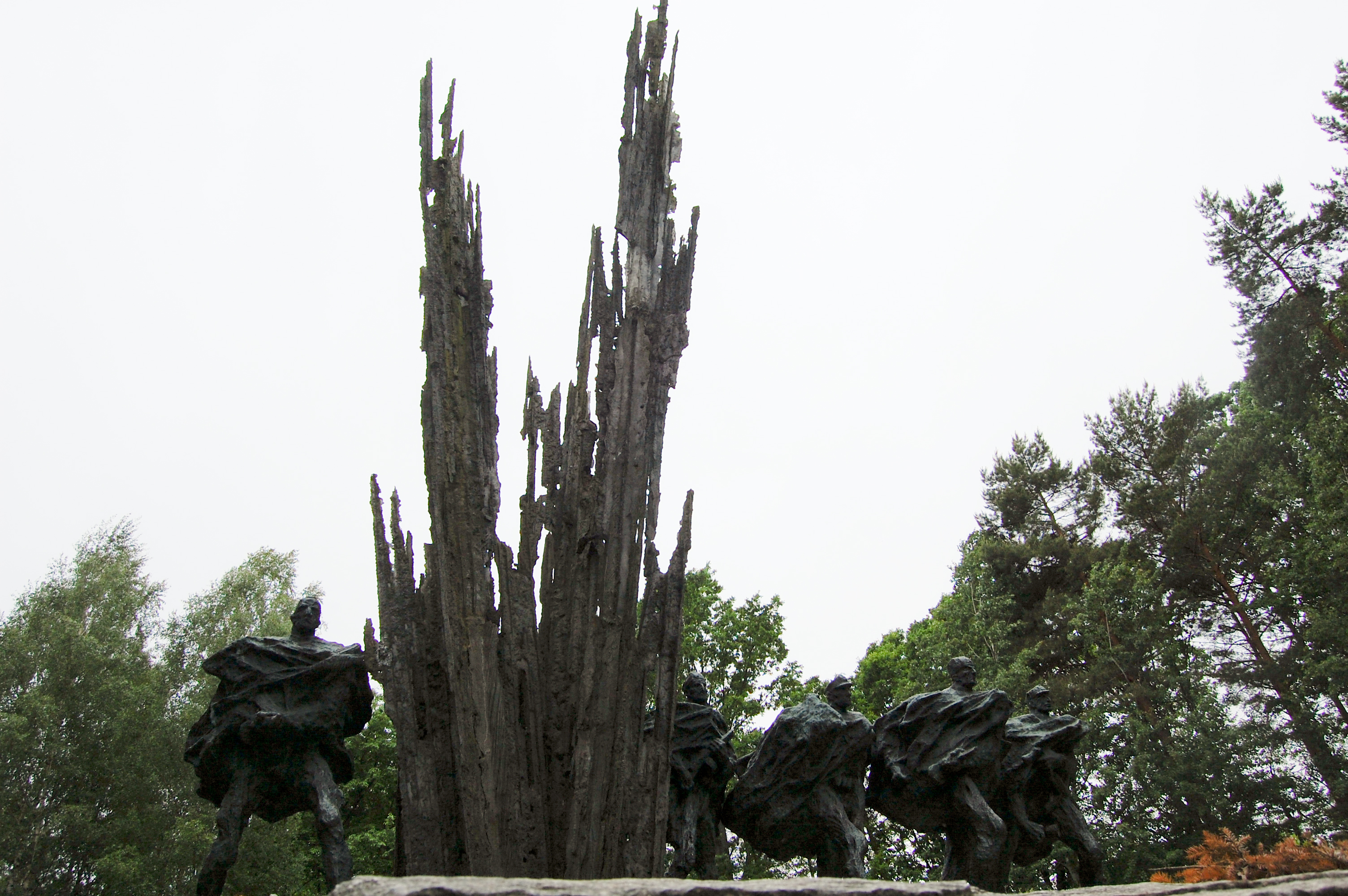
Pomnik ku czci polskich i radzieckich partyzantów w miejscu bitwy na Porytowym Wzgórzu

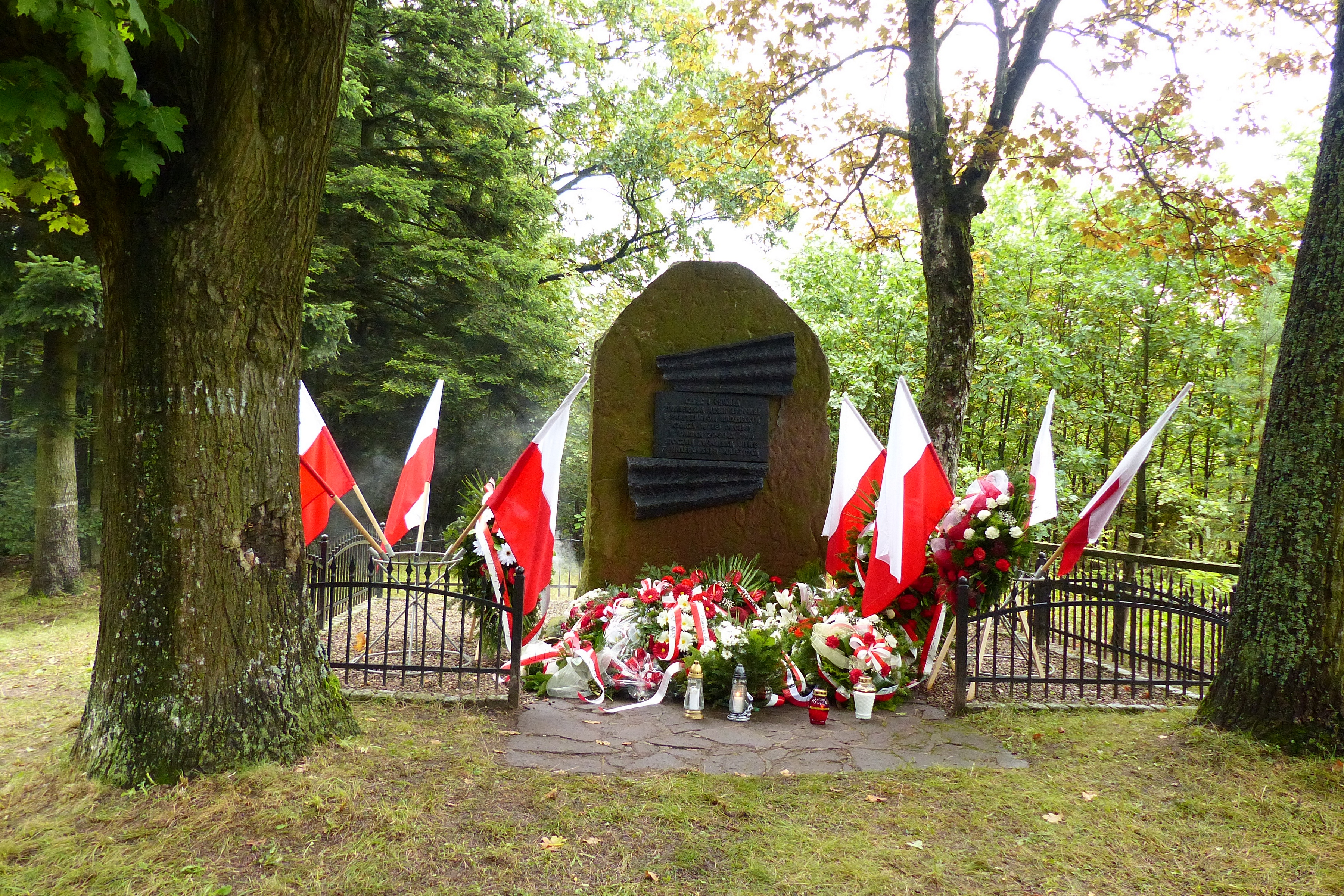
Pomnik upamiętniający żołnierzy Armii Ludowej i partyzantów radzieckich, którzy wyrwali się z niemieckiego okrążenia w czasie bitwy pod Gruszką

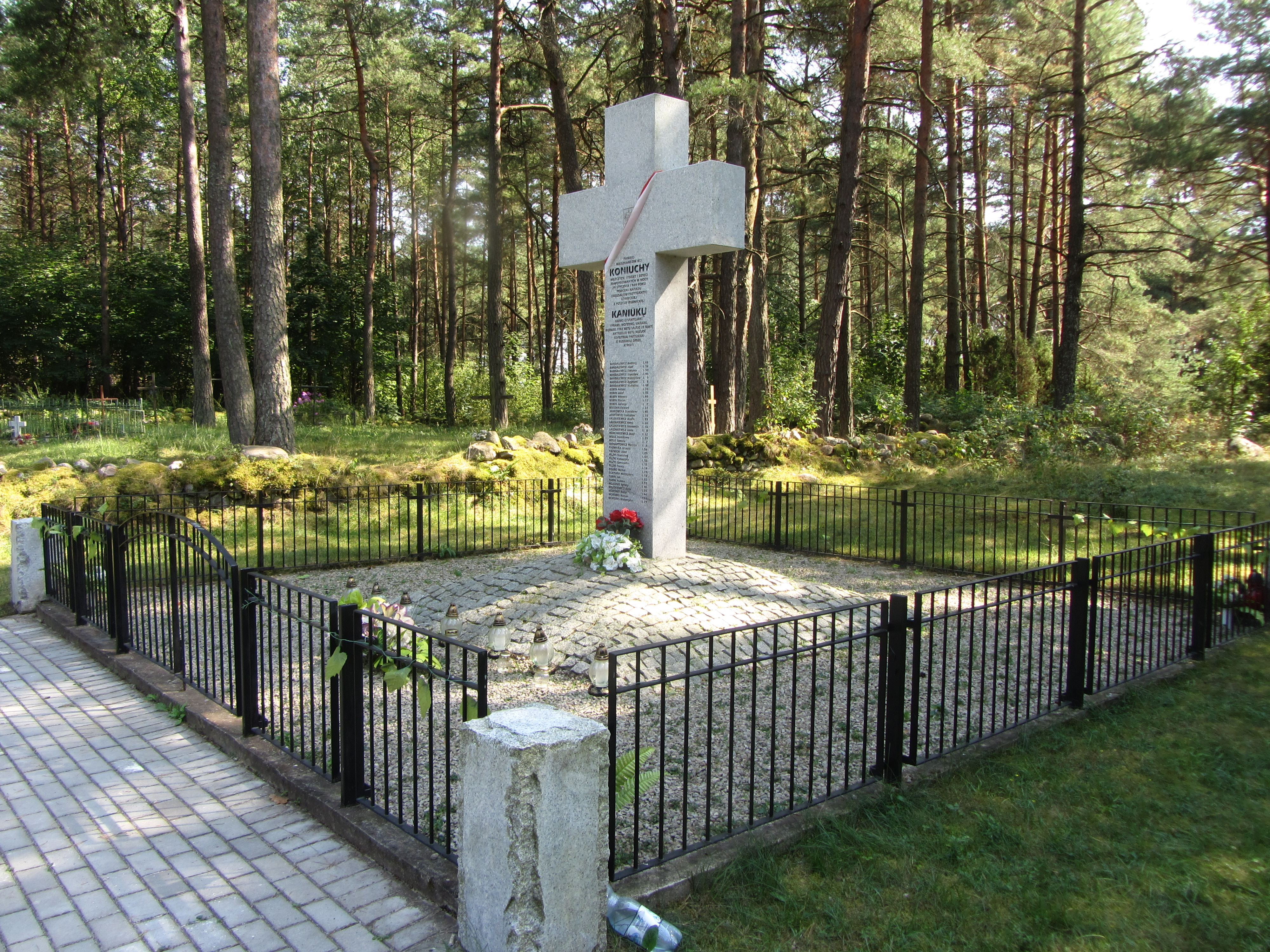
Pomnik w Koniuchach upamiętniający zbrodnię na Polakach, popełnioną przez radzieckich partyzantów

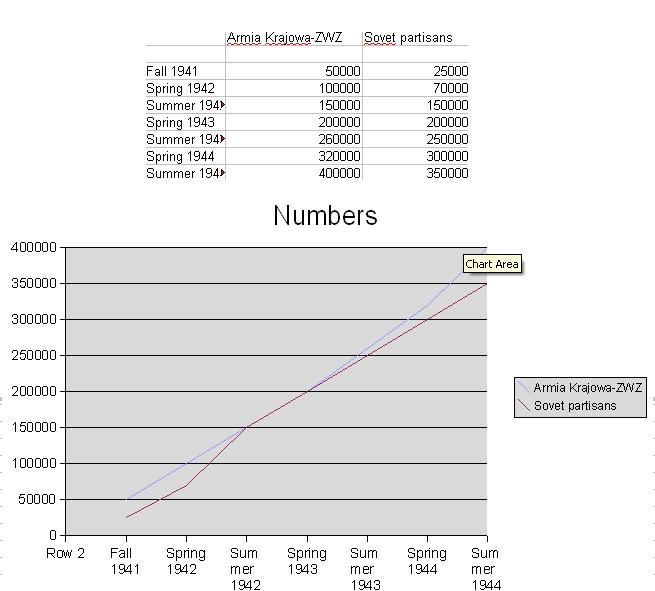
Porównanie liczebności członków Związku Walki Zbrojnej/Armii Krajowej i radzieckiej partyzantki w latach 1941–1944

Partyzantka radziecka w Polsce – działalność radzieckich oddziałów partyzanckich na terytorium okupowanych ziem polskich w czasie II wojny światowej.

## Historia
Partyzantów radzieckich walczących w czasie II wojny światowej przeciwko okupacji hitlerowskiej na ziemiach etnicznie polskich było więcej aniżeli w jakimkolwiek innym kraju nieradzieckim. Poczynając od pojedynczych, luźnych grupek powstałych późną jesienią 1941 roku liczba ich stale wzrastała i w 1944 roku osiągnęła stan maksymalny około 12 000 osób. Jest to ogólna ilość w 1944 roku, a nie stan na określoną datę; wiele oddziałów partyzantki radzieckiej przebywało wówczas w różnych miesiącach na ziemiach polskich po kilka lub kilkanaście tygodni, przechodząc następnie na tereny Czechosłowacji lub udając się za Bug. Początkowo, na terenach zagarniętych przez ZSRR na skutek paktu Ribbentrop-Mołotow, liczne grupy żołnierzy radzieckich zostały odcięte na skutek niemieckiej błyskawicznej ofensywy latem 1941 roku i zaczęły tworzyć pierwsze grupy leśne (tak zwani okrążeńcy). Po pewnym czasie działalność partyzantki radzieckiej przybrała formy zorganizowane i koordynowane przez sztab w ZSRR, z udziałem zrzucanych spadochroniarzy, także na zachód od dawnej granicy niemiecko-radzieckiej. W okresie od jesieni 1941 do jesieni 1943 roku partyzanci radzieccy w Polsce rekrutowali się głównie spośród jeńców wojennych zbiegłych z transportów lub obozów hitlerowskich. Ucieczki te, początkowo samorzutne i pojedyncze, z czasem stawały się coraz bardziej zorganizowane i zbiorowe i nierzadko dochodziły do skutku przy pomocy polskiego ruchu oporu. Po pewnym okresie ukrywania przez ludność (za co groziła kara śmierci), a często i od razu po ucieczce z obozu, zbiegowie przechodzili na stopę partyzancką: tworzyli własne lub mieszane z polskimi partyzantami grupy i oddziały. Rychło następowało rozeznanie nastawień politycznych różnych odłamów polskiego ruchu oporu, a w ślad za tym naturalny dobór ludzi zgodnie z poglądami i doświadczanym w praktyce stopniem gotowości do wspólnej walki zbrojnej z okupantem. W ten sposób bez rozkazów z góry przeważająca ilość partyzantów radzieckich skupiła się w oddziałach Gwardii Ludowej. Poważna także ilość odeszła w 1942–1944 roku wraz z bronią za Bug zasilając tam szeregi ukraińskich lub białoruskich oddziałów partyzantki radzieckiej. Na ziemiach polskich partyzanci radzieccy w przeważającej ilości skupili się na Lubelszczyźnie i Kielecczyźnie, które były kolebką polskiego ruchu partyzanckiego, a także na Białostocczyźnie. Wśród pierwszych grup partyzanckich powstałych w zimie 1941–1942 roku i złożonych głównie z byłych jeńców radzieckich lub grup mieszanych należy wymienić następujące: „Kula” pod dowództwem Sługaczowa, „Saszi” Wasilenko i „Jaszy” Salnikowa – w województwie kieleckim: „Czerwona Partyzantka” w okolicy Chełma: „Zemsta”, dowodzona przez Wiszniakowa – w okolicy lasów lubartowskich, janowskich i kozłowskich; oddział Wasyla Mardżawadze (ps. „Waśka Gruzin”) – w okolicy Krasnobrodu, Zamościa, Tomaszowa i w lasach biłgorajskich: oddział mieszany polsko-radziecki „Fiodora” dowodzony przez Teodora Albrechta (ps. „Fiedia”) – w okolicy lasów parczewskich: „Kotowskiego” dowodzony przez Miszkę Atamanowa (ps. „Tatar”) – w lasach biłgorajskich: „Szczorsa” dowodzony przez Wasyla Wołodina: „Czapajewa” dowodzony przez Mikołaja Katajewa i inne, także działające na Lubelszczyźnie. W tym samym okresie (1942 rok) powstały na Białostocczyźnie grupy partyzanckie Lowkina, Kolki, Froła, złożone także z byłych jeńców radzieckich lub o składzie mieszanym, jak na przykład „Iwana Iwanowicza” – w Puszczy Białowieskiej, Smirnowa – w powiecie bielskim, grupa Afanasjewa „Groza”, grupa „Żmija” Parfeniuka i Nowika (ps. „Misza”), grupa „Narodni Mstitieli” w powiecie białostockim, grupa Pawłowa „Czerwony Październik” i inne. Wielu partyzantów radzieckich wchodziło w skład oddziałów Gwardii Ludowej: na Kielecczyźnie do oddziałów „Bartosza Głowackiego”, „Langiewicza”, „Czachowskiego”, „Bema”, „Waryńskiego” (Podhale); na Lubelszczyźnie partyzanci radzieccy walczyli w oddziałach „Grzegorza”, „Kazika”, „Kirpicznego”, „Cienia” i wielu innych. Znajdowali się oni także w oddziałach Batalionów Chłopskich na Kielecczyźnie, Podlasiu i Lubelszczyźnie oraz przejściowo w niektórych oddziałach Armii Krajowej. Zasilenie polskiego ruchu oporu elementem tak zdecydowanym i zaznajomionym z walką frontową, jaki stanowili byli czerwonoarmiści, poważnie wpłynęło na rozwój walki z okupantem hitlerowskim w kraju. Radzieccy partyzanci brali udział prawie we wszystkich znaczniejszych bitwach partyzanckich w Polsce, przyczyniając się znacznie do każdego zwycięstwa, jak na przykład w bitwie pod Wojdą w grudniu 1942 roku, gdzie wraz z oddziałami Batalionów Chłopskich walczyli w obronie wysiedlanej ludności Zamojszczyzny, w bitwie o miasteczko Józefów 1 czerwca 1943 roku przeprowadzonej z udziałem Batalionów Chłopskich, w bitwie oddziału Gwardii Ludowej o miasteczko Żarnowiec 5 stycznia 1943 roku. Uczestniczyli oni wraz z oddziałami Gwardii Ludowej/Armii Ludowej w wielu ciężkich starciach z wojskami hitlerowskimi w lasach parczewskich, biłgorajskich, janowskich, włoszczowskich, starachowickich, kozienickich, suchedniowskich i innych. Poczynając od wiosny 1943 roku na tereny polskie zaczęły przenikać pojedyncze radzieckie grupy partyzanckie zza Bugu: były to grupy dywersyjne i zwiadowcze należące do wielkich zgrupowań partyzanckich generałów Fiodorowa i Naumowa, pułkownika S. Sikorskiego, generała Kapusty lub do sztabów frontowych. W 1944 roku, kiedy front zbliżał się do Bugu, te wielkie jednostki partyzantki radzieckiej były rozformowywane i niektóre z nich przeniosły swe działania na ziemie polskie. Oddziały te różniły się od pozostałych partyzantów radzieckich działających w Polsce tym, iż podlegały radzieckim sztabom partyzanckim. Miały z nimi łączność radiową i lotniczą i działały w myśl planów operacyjnych dowództwa Armii Czerwonej, a także tym, że były bardziej zdyscyplinowane, lepiej uzbrojone. Posiadały doświadczenie bojowe z długich rajdów partyzanckich i otrzymywały drogą lotniczą pomoc w uzbrojeniu, lekarstwach, materiale wybuchowym i tym podobnych. Wiosną 1944 roku z Ukrainy przeszło na teren Lubelszczyzny około 4500 partyzantów radzieckich zgrupowanych w następujących jednostkach: 1 Ukraińska Dywizja Partyzancka Sidora Kowpaka z własną artylerią, dowodzona przez Petra Werszychorę, która w toku rajdu od 9 lutego do 17 marca stoczyła 28 dużych walk (na przykład pod Kosobudami, Dąbrowicą, Krzeszowem, Zdziłowicami, Kulikiem, Podedwórzem i inne); zgrupowanie im. „Aleksandra Newskiego” dowodzone przez W. Karasiowa; zgrupowanie „Czernego” Iwana Banowa: oddziały „N. Chruszczowa” pod dowództwem Czepigi: „Suworowa” pod dowództwem S. Sankowa; Nikołaja Prokopiuka (ps. „płk Siergiej”); gen. Baranowskiego;, „Budionnego” pod dowództwem I. Jakowlewa; „Kirowa” pod dowództwem A. Nadlelina, oddziały Biełowa, Kowalowa, Szangina, Halickiego i polsko-radziecki oddział im. Stalina pod dowództwem Mikołaja Kunickiego. Tą samą drogą przybyło też wiele oddziałów polskich, które następnie weszły w skład Armii Ludowej. Partyzanci radzieccy – w oparciu o pomoc ludności i partyzantki Armii Ludowej, a także niektórych oddziałów Batalionów Chłopskich i Armii Krajowej – rozwinęli wielką działalność dywersyjną na liniach komunikacyjnych oraz wywiadowczą na potrzeby frontu. Stoczyli oni wówczas wiele całodziennych bojów (pod Rąblowem, Gałęzowem, Bończą, Trzeszczanami, Ostrowem); w największej bitwie partyzanckiej w Polsce, która odbyła się w dniach 13–14 czerwca 1944 roku pod Flisami, obok oddziałów Armii Ludowej stanęło 8 oddziałów partyzantów radzieckich. Niemieckie dowództwo w walce tej, określonej szyfrem jako „Sturmwind I”, mimo iż wystawiło 23 000 żołnierzy przeciwko 3000 partyzantów – poniosło ogromną klęskę. Na Białostocczyźnie wiosną 1944 roku działali przeważnie partyzanci białoruscy podlegający Białoruskiemu Sztabowi Partyzanckiemu: brygada „W imię Ojczyzny” pod dowództwem Jankowskiego (ps. „Martynow”) – w której skład wchodziły oddziały „Dzierżyńskiego”, „Parchomienki” i „Żukowa” – działająca w powiecie bielskim i Puszczy Białowieskiej: brygada „K. Kalinowskiego” pod dowództwem Wojciechowskiego, z podlegającymi jej oddziałami „Zwiezda”, „Matrosów”, „Komsomoł Białorusi” i „26 rocznica Wielkiej Rewolucji Październikowej”. Później w skład tej brygady wszedł także powstały z miejscowej ludności oddział „Kalinowskiego”. Niezależnie od tych brygad na teren Białostocczyzny przechodziły grupy dywersyjne ze wschodu z oddziałów podległych brzeskiemu zgrupowaniu partyzanckiemu Siergieja Sikorskiego, jak na przykład „Kirowa”, „Kutuzowa”, „Suworowa” i inne. Oddziały radzieckie na Białostocczyźnie, tak jak i wszędzie, korzystały z wszechstronnej pomocy ludności. Z chwilą zajęcia wschodniej części Polski przez Armię Czerwoną ruch partyzancki skupił się na Kielecczyźnie i na Podkarpaciu. Od końca 1943 roku, a szczególnie od wiosny 1944 roku wzrosła liczba działających tu partyzantów radzieckich; napływali nowi zbiegowie z obozów jenieckich. Na stronę partyzancką zaczęły również przechodzić zbrojne grupy i całe kompanie tak zwanych własowców, utworzone przez hitlerowców dla ochrony linii komunikacyjnych i zwalczania ruchu partyzanckiego. Część ich znalazła się w oddziałach Armii Ludowej, Batalionów Chłopskich lub w garnizonach Armii Krajowej, a część zasiliła oddziały partyzantów radzieckich przybyłych z „Wielkiej Ziemi” (tak partyzanci nazywali nieokupowane przez wojska hitlerowskie tereny Związku Radzieckiego) lub wojskowe grupy desantowe zrzucane w celach głębokiego wywiadu, które w ten sposób przekształcały się w oddziały partyzanckie. Na Kielecczyźnie z oddziałów i grup radzieckich Filuka – Dońcowa, Loginowa – Cariewa, Gonczarowa – Cybulskiego i innych sformowano dwie brygady partyzantów radzieckich, podległe dowództwu Obwodu nr 3 Wojska Polskiego: 10 Brygadę „Zwycięstwo” pod dowództwem starszego lejtnanta Dońcowa i 11 Brygadę „Wolność” pod dowództwem starszego lejtnanta Riaszczenki. Ponadto działały tu samodzielne oddziały radzieckie podległe „Wielkiej Ziemi”: Głumowa (ps. „Góra”), „Filuka”, Fiodorowa, Gromowa „Pawlika” – Pawła Geryłowicza, „Wołodi” – Jaromowa, podpułkownika Kalinowskiego, „Iwana Iwanowicza” – Karawajewa, W. Tichomina, S. Nowosada (ps. „mjr Marków”) oraz grupy „Anatolia”, „Anisimowa”, „Szarowa”, „Newskiego”, Balickiego, Morozowa i inne, które działały także w lasach tomaszowskich, piotrkowskich, częstochowskich i lublinieckich. Do najcięższych walk stoczonych wspólnie z oddziałami partyzanckimi Armii Ludowej należały bitwy pod Świnią Górą 15 września 1944 roku i pod Gruszką 29 września 1944 roku. W celu zabezpieczenia bezpośredniego zaplecza frontu dowództwo niemieckie od września 1944 roku rozpoczęło przeciwko partyzantom Kielecczyzny serię obław, do których sprowadziło kilkanaście tysięcy żołnierzy. Część partyzantów radzieckich i oddziałów Armii Ludowej zmuszona została wówczas do przedzierania się przez front z ciężkimi niejednokrotnie bojami (na przykład pod Chotczą 28–29 października 1944 roku). Podkarpacie stanowiło ostatnie większe skupisko partyzantów radzieckich. W rejonie Ustrzyki Dolne, Chyrów, Zagórz – latem i jesienią 1944 roku – walczył oddział im. Pożarskiego pod dowództwem Leonida Berensztajna ps. „Wołodia”. W okolicach Krynicy, Nowego Sącza, Nowego Targu i Mszany w 1944–1945 roku działały największe, około 500 osób; zgrupowanie na Podkarpaciu Iwana Zołotara i oddziały „Lońki” – Leśnikowskiego, Tichonowa, Gładylina, „Saszki” – „Kazacha”, „Wołodi”, Sabinowa, „Tani” i inne. W okolicach Skoczowa działał radziecki oddział desantowy majora Szczepanowicza: w powiecie chrzanowskim radzieccy partyzanci wchodzili w skład oddziału Gwardii Ludowej. W składzie brygady partyzanckiej Armii Ludowej im. „Synów Ziemi Mazowieckiej” znajdował się batalion radziecki pod dowództwem Surowcowa. W Puszczy Kampinoskiej działał oddział majora Wasiliewicza, a w Borach Tucholskich kilka grup wywiadowczych. Najsilniejsze więzy istniały między partyzantami radzieckimi i partyzantami Gwardii Ludowej/Armii Ludowej, ale w wielu wypadkach były one równie przyjazne w stosunkach z oddziałami Batalionów Chłopskich: Sońty, Maślanki, Wiślicza w Kieleckiem i „Błyskawicy”, „Lipy”, „Dobrego” w Lubelskiem; ruch ludowy powiatu Limanowa i wiele innych pomagały oddziałom radzieckim i dzieliły z nimi losy walki. To samo można stwierdzić w stosunku do niektórych oddziałów Armii Krajowej. Kierownictwo Armii Krajowej i Batalionów Chłopskich obawiało się jednak tego oddolnego współdziałania i zalecało izolowanie partyzantki radzieckiej, propagandowe zwalczanie jej. Dowództwo oddziałów radzieckich pragnęło pozyskać jak najwięcej sojuszników w zbrojnej walce z hitleryzmem, lecz nie mieszało się do stosunków między Armią Ludową i Armią Krajową, Batalionów Chłopskich i Narodowych Sił Zbrojnych. Znane są wypadki okazywania pomocy w uzbrojeniu oddziałom Batalionów Chłopskich i Armii Krajowej ze strony oddziałów radzieckich. Oddziały te unikały jakichkolwiek zadrażnień z oddziałami Narodowych Sił Zbrojnych, mimo że te ostatnie dokonywały nawet mordów na partyzantach radzieckich (Rząbiec – wrzesień 1944 roku i inne fakty). Na ziemiach polskich w walkach z niemieckim najeźdźcą poległo ponad tysiąc partyzantów radzieckich.

## Polskie władze wobec partyzantki radzieckiej
Polskie władze emigracyjne w Londynie i podporządkowane im dowództwo Armii Krajowej były od początku niechętne tworzeniu partyzantki radzieckiej na polskim terytorium, obawiając się wywołania przez akcje zbrojne represji niemieckich skierowanych przeciw ludności cywilnej, oraz zarzucając wymuszanie żywności i pomocy od ludności. Doktryną władz polskich początkowo było organizowanie konspiracji w celu wywołania w odpowiednim momencie powstania powszechnego i obawiano się, że działalność partyzantki radzieckiej utrudni to lub wywoła przedwczesne walki. Szczególnie po 1943 roku celem partyzantki radzieckiej stało się natomiast rozpętanie w Polsce wojny partyzanckiej i zmuszenie tym samym także Polaków do aktywnej walki osłabiającej wysiłek Niemców. Rozbieżności nie do przezwyciężenia budziło też stanowisko radzieckie, że partyzantka na terenach zagarniętych na mocy układu Ribbentrop-Mołotow działa na obszarze ZSRR. Obawy legalnego rządu budziły też kontakty partyzantki radzieckiej z polskimi komunistami, sprzyjające późniejszej sowietyzacji kraju. Polskie władze na emigracji domagały się podporządkowania sojuszniczej partyzantki radzieckiej na polskim terytorium pod względem operacyjnym władzom polskim, co zostało jednak odrzucone przez ZSRR. Protesty przeciw naruszaniu polskiej suwerenności przez radziecką akcję dywersyjną, zawiodły, przy czym nie budziło wątpliwości, że jest ona politycznie skierowana przeciw władzom emigracyjnym. Mimo to, rząd emigracyjny generała Władysława Sikorskiego nie wydał rozkazu zwalczania partyzantki radzieckiej, a władze Armii Krajowej zabraniały do 1943 roku podejmowania przeciwko niej akcji zbrojnych ani denuncjowania do okupanta. W pewnych okresach zdarzało się współdziałanie oddziałów Armii Krajowej i radzieckich w obliczu akcji niemieckich, lecz na ogół starały się osłabiać swoją pozycję. Efektywność partyzantki radzieckiej w postaci prowadzenia faktycznych walk z Niemcami była przy tym oceniana przez stronę polską jako niewielka; głównie unikały one możliwości strat.
Drugim problemem było wymuszanie żywności i pomocy od ludności cywilnej. Czasem działalność partyzantki radzieckiej przybierała formy rabunkowe, a przynajmniej taki charakter miała w oczach ludności. Należy jednak zaznaczyć, że rekwizycje żywności były często jedynym sposobem przeżycia oddziałów leśnych, a rabunek był zjawiskiem częstym podczas okupacji wśród różnych grup partyzanckich, lub wręcz podszywających się pod nie pospolitych bandytów. Niektóre oddziały radzieckie dokonywały rekwizycji żywności, wystawiając pokwitowania do okazania Armii Czerwonej oraz zaświadczenia dla władz niemieckich o przymusowym zaborze żywności, która powinna być oddana Niemcom w formie kontyngentu. Nakładały też opłaty na bogatych ziemian (uznawanych za wrogów klasowych). Jesienią 1943 roku dowództwo Armii Krajowej dopuściło w razie potrzeby występowanie zbrojne przeciw „elementom plądrującym bądź wywrotowo-bandyckim”, co usankcjonowało zwalczanie przez polską partyzantkę oddziałów uznanych za bardziej uciążliwe.
Opublikowanie przez generała Tadeusza Komorowskiego 15 września 1943 roku rozkazu nr 116 dotyczącego likwidowania „elementów plądrujących” lub „bandycko-wywrotowych” wywołało konsternacje i głosy krytyki w części obozu rządowego, zwłaszcza wśród ludowców i socjalistów, a także w prasie brytyjskiej i radzieckiej. Idee rozkazu 116 odrzuciła jednak większość ogniw Armii Krajowej, gdyż był on wykonywany praktycznie tylko w kilkunastu powiatach okręgów lubelskiego, białostockiego i kielecko-radomskiego, o czym świadczyły meldunki ich sztabów. W rozkazach do Akcji „Burza”, wydanych 20 listopada, dowódca Armii Krajowej nakazał, aby „znajdującym się na ziemiach naszych sowieckim oddziałom partyzanckim nie należy w żadnym wypadku utrudniać prowadzenia walki z Niemcami. Unikać obecnie zatargów z oddziałami sowieckimi” (to nazewnictwo odnosiło się również do oddziałów Gwardii Ludowej). Rozkaz ten nie znalazł odbicia na terenach kresowych gdzie trwał, ostry, krwawy konflikt pomiędzy Armią Krajową i partyzantką radziecką, u którego podłoża leżała kwestia przynależności państwowej tych ziem. W okresie 1943–1944 dochodziło do zwalczania oddziałów radzieckich przez Armię Krajową i przypadków rozstrzeliwania ich członków uznanych za agentów NKWD, oficerów i komunistów, a także Żydów. Wiązało się to z kolei z działaniami odwetowymi ze strony radzieckiej, dodatkowo motywowanymi podważaniem pozycji legalnego rządu emigracyjnego i jego siły zbrojnej.
Oprócz obywateli radzieckich, rekrutujących się głównie z jeńców z Armii Czerwonej i przysyłanych spadochroniarzy, w oddziałach partyzantki radzieckiej walczyli także mniej liczni polscy Żydzi, którym udało się zbiec „do lasu” i dla których była to na ogół jedyna możliwość ocalenia. Z uwagi na wysoką śmiertelność w obozach jeńców radzieckich, była to też szansa na ocalenie jeńców radzieckich, z których znaczną część stanowili zwyczajni rekruci. Do oddziałów radzieckich wstępowali też etniczni Polacy, często bez powodów ideowych – na ogół chłopi uciekający przed represjami niemieckimi.

## Stosunek do państwa polskiego i partyzantki polskiej
20 stycznia 1943 roku, jeszcze przed kapitulacją niemieckiej 6 Armii w bitwie stalingradzkiej, Pantielejmon Ponomarienko, szef Centralnego Sztabu Ruchu Partyzanckiego skierował do ścisłego kierownictwa ZSRR (Józef Stalin, Wiaczesław Mołotow, Ławrientij Beria, Georgij Malenkow, Andriej Andriejew) memorandum w sprawie stosunku do Polski, w którym proponował rozpalenie na terytorium Polski wojny partyzanckiej, dla osłabienia zwartości społeczeństwa polskiego przy planowanym końcu wojny i zniszczenia infrastruktury w Polsce. Memorandum Ponomarienki powstało jeszcze przed zerwaniem przez rząd ZSRR stosunków dyplomatycznych z Rządem RP na uchodźstwie w związku z odkryciem w kwietniu 1943 roku grobów ofiar zbrodni katyńskiej.

Konkluzja dokumentu:

Polacy są pewni, że klęska Niemiec jest nieuchronna i nastąpi w wyniku wspólnego wysiłku Związku Sowieckiego, Ameryki i Wielkiej Brytanii. Dlatego nie zamierzają tracić własnych rezerw ludzkich dla tego celu. Siły polskie zachowuje się i organizuje przede wszystkim przeciwko nam. Ludzkie rezerwy Polski należy uznać za dość solidne. Po rozbiciu polskiej armii większość zdolnych do walki mężczyzn pozostała na terenie Polski.
W interesie naszego państwa musimy podjąć pewne konieczne kroki. Będzie niedobrze, jeśli Niemcy będą mieli na terytorium Polski bazę dla swoich warsztatów, fabryk, szpitali, urządzeń pomocniczych itd. Tak samo będzie źle, jeśli przechodzące przez Polskę linie komunikacyjne Niemców nie będą narażone na działalność partyzantów. W Polsce trzeba koniecznie rozpalić wojnę partyzancką. Oprócz efektu wojskowego spowoduje to sprawiedliwe wydatki ludności polskiej na dzieło walki z okupantem niemieckim i spowoduje, że Polakom nie uda się w całości zachować swych sił.
W związku z powyższym uważam za stosowne:
1. Wykorzystać antyniemieckie nastroje ludności polskiej na terytorium Polski i rozwinąć tam wojnę partyzancką.
2. Wysłać na wiosnę [1943 r.] 80 do 90 starannie przygotowanych i przeszkolonych agentów, którzy władają biegle językiem polskim i posiadają kontakty wśród ludności polskiej, w celu rozwinięcia walki partyzanckiej przeciwko Niemcom. Mamy odpowiednich ludzi wśród członków Komunistycznej Partii Polski, Komunistycznej Partii Zachodniej Białorusi i Ukrainy.
3. Pozwolić na podjęcie tego zadania Centralnemu Sztabowi Ruchu Partyzanckiego, niezależnie i równolegle z działalnością innych organów.

Na posiedzeniu Biura Komitetu Centralnego Komunistycznej Partii Białorusi 24 czerwca 1943 roku, Pantielejmon Ponomarienko (będący jednocześnie I sekretarzem Komunistycznej Partii Białorusi) zalecał unikanie kontaktu z polską konspiracją oraz stosowanie wobec niej i wspierającej ją ludności wszelkich form terroru. Zalecał wykrywać i likwidować polskie organizacje konspiracyjne, „wszystkimi sposobami wystawiać ich pod uderzenie niemieckiemu okupantowi. Niemcy bez skrupułów rozstrzelają ich”. Podziemie radzieckie wkraczało na wschodnie ziemie Polski w celu wyeliminowania polskiej konspiracji, którą traktowano jako przeszkodę w ponownym zagarnięciu tych ziem. Nie udało się jednak spenetrować polskiej konspiracji, pomimo silnego nasycenia terenu grupami NKGB i powoływaniem specjalnych wydziałów w strukturach partyzantki radzieckiej. Radzieckie podziemie w znaczący sposób ograniczyło udział polskiego podziemia w walce z Niemcami, zmuszając je do walki na dwa fronty.
W czasie jednej z narad sztabowych, radziecki dowódca partyzancki I. Żyszko zameldował o wydaniu rozkazu nakazującego oddawanie przez ludność broni pod groźbą kar. Ponomarienko odpowiedział: „po co wydawać rozkazy, wystarczy, że rozstrzela się sołtysa, albo powiesi; niech powisi trzy dni i odechce im się sprzeciwiać naszym zaleceniom. My tego nie robimy – stwierdził Żyszko – uważamy, że to nie po radziecku; my nie wieszamy. Co innego spalić w ognisku, zamęczyć, żywcem zakopać – tak to się zdarza”.

## Zbrodnie przeciwko ludności polskiej
- zbrodnia w Nalibokach (8 maja 1943) – 138 ofiar
- zbrodnia w Koniuchach (29 stycznia 1944) – 38 zabitych (ustalono 34 nazwiska)